# Fizir FT-1 Nebojša
Fizir FT-1 Nebojša bylo jednomotorové, lehké třímístné letadlo, navržené podle projektu a vyrobené leteckou dílnou inženýra Rudolfa Fizira z Petrovaradínu. Letoun poprvé vzlétl v létě 1935.

## Vznik a vývoj
V roce 1934 navrh konstruktér a podnikatel ing. Rudolf Fizir nový letoun, jehož prototyp byl vyroben v první polovině roku 1935. Letadlo se ve své koncepci velmi lišilo od jeho předchozích konstrukcí, konkrétně se jednalo o jeho první dolnoplošný jednoplošník. Motor Walter NZR 120 pro toto letadlo byl konstruktérovi poskytnut zdarma velením letectva. Motor vyrobila pobočka továrny Walter, Svetozar Vlajkovič i kompl. z Rakovice u Bělehradu. Prototyp letadla byl vyroben ve Fizirově soukromé dílně v Petrovaradínu za finanční podpory aeroklubu z Nového Sadu. Letadlo bylo zalétnuto v létě 1935 pilotem Vasilijem Stojanovicem na letišti Jugovicevo v Novém Sadu. Kmotrou letadla při křtu 6. září 1935 byla manželka generála Vladimíra Beliče, prezidenta Aeroklubu Novi Sad. Letoun byl pokřtěn jako „Nebojša“.

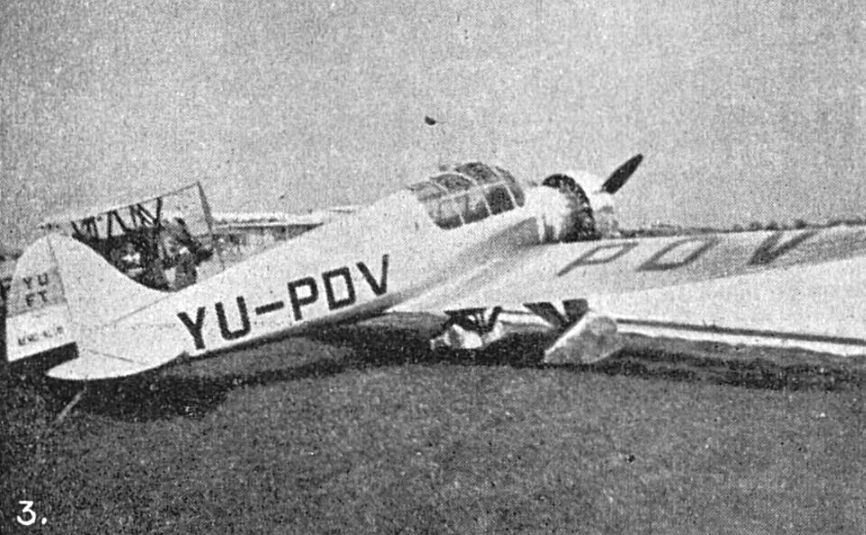
Fizir FT-1 Nebojša (Letectví, září 1938)

Začátkem roku 1936 bylo letadlo schváleno pro provoz a bylo zaregistrováno v civilním leteckém rejstříku Jugoslávského království pod imatrikulací YU-PDV.

## Popis letounu
Fizir FT-1 (“Fizir Turistički”), byl jednomotorový samonosný dolnoplošník pro pilota a 2 cestující. Letadlo mělo tehdy standardní, převážně dřevěnou konstrukcí. Trup byl potažen překližkou, křídlo bylo opatřeno dýhou. Přední část trupu s motorem měla kryt z hliníkového plechu. Křídlo bylo lichoběžníkového tvaru se zaoblenými konci. Skládalo se ze tří částí; centroplánu, v němž byla umístěna palivová nádrž, a dvou polovin, která byla k centroplánu připevněna šroubovými spoji.
Náběžná hrana křídla svírala s podélnou osou letadla téměř pravý úhel. Průřez trupu měl vpředu kruhový a od motoru eliptický tvar, ve kterém byl umístěna kabina pro pilota a dva cestující. Pilot seděl v přední řadě a cestující v druhé řadě na společném sedadle. Zavazadlový prostor byl za sedadly. Kabina byla uzavřena s odnímatelným krytem z plexiskla.
Konvenční, beznápravový dvoukolový podvozek s nezávisle zavěšenými koly, u něhož podvozkové nohy byly připevněny k trupu a ke spodní části křídla. Každé kolo mělo tlumič nárazů s gumovými provazci, stejné řešení bylo použito u letadla Fizir FN. Vzadu na letounu byla jako třetí podpěrný bod pružná ostruha. Později, během provozu, byla provedena úprava podvozku ke snížení odporu vzduchu. Kola byla vybavena aerodynamickým kryty.
Letoun byl poháněn hvězdicovým vzduchem chlazeným devítiválcovým motorem Walter NZR-120 (NZ 120-II), který byl dovybaven prstencovým krytem NACA zlepšujícím chlazení motoru a snižujícím aerodynamický odpor.

## Použití
Zprvu bylo letadlo používáno Aeroklubem Novi Sad pro výcvik a školení pilotů, pro demonstrační lety za účelem popularizace letectví. Tento aeroklub v roce 1936 používal letoun od března do konce roku 1936. Na 13 akcích bylo provedeno 34 letů a 896 vzletů. Letoun nalétal celkem 14 814 km za 126:45,00 hodin.
V roce 1938 se letadlo stalo majetkem ústřední správy Jugoslávského královského aeroklubu. V dílnách tohoto aeroklubu na letišti v Zemunu byl proveden servis a některé změny, které nemohly být provedeny silami aeroklubu Novi Sad. V letech 1938-9 se toto letadlo zúčastnilo mezinárodních soutěží jugoslávských pilotů doma i v zahraničí. Na Mezinárodní letecké soutěži, Závod turistických letadel kolem Malé dohody, ukončené 5. září 1938 na letišti Ruzyně v Praze, bylo Království Jugoslávie zastoupeno i letounem Fizir FT-1 "Nebojša (st. č. 14) s piloty Radosavem Kotaracem a Radmilo Milenkovićem. V kategorii IB (sportovní letadla do 12 litrů objemu válců) obsadili 5. místo. Trať pro tuto kategorii měřila 3 696,6 km. Na soutěži školních a sportovních letadel Kruhový let Jugoslávií, která se konala ve dnech 5.–6. srpna 1939 létal Fizirem FT-1 pilot, nadporučík Dragutin Bojovic jako jeden z pěti soutěžících. Na konci letové sezóny 1939 pilot M. Anastasijevic letadlo poškodil při přistání na letišti Smederevska Palanka. Vedení Aeroklubu bylo přesvědčeno, že se oprava letadla nevyplatí. Letadlo bylo zakonzervováno.
Na jaře 1940 převzalo velení letectva do své péče veškerý výcvik pilotů z aeroklubů s ohledem na bezprostřední hrozbu války. Za tímto účelem bylo nutné zajistit velké množství letadel. Protože kapacity jugoslávského leteckého průmyslu byly zaplaveny vojenskými objednávkami, byla veškerá letuschopná letadla z aeroklubů i od soukromých osob mobilizována. A došlo i na Fizir FT-1, který byl opraven v dílnách VVKJ. Po opravě bylo letadlo převzato armádou a opatřeno vojenskou kamufláží Jugoslávského královského letectva. Sloužilo v předletových výcvikových kurzech a pilotních školách, popř. bylo použito pro kurýrní službu. Předpokládá se, že letoun byl nasazován na lety z letiště Zemun na pomocné letiště v oblasti Srem. Při Dubnové válce po příletu na pomocné letiště Ruma, byl zřejmě opuštěn, úmyslně poškozen a zneškodněn leteckým a pozemním perzonálem popř. zkáza byla dokonána německými jednotkami, které oblast dobyly. Potvrzují to fotografie poškozeného letounu Nebojsa pořízených na letišti Ruma v dubnu 1941.

## Uživatelé
- Království Srbů, Chorvatů a Slovinců
  - Aeroklub Novi Sad (1935-1938)
  - Jugoslávský královský aeroklub (1938-1939)
  - Jugoslávské královské letectvo (1940-1941)

## Specifikace
Údaje dle

### Technické údaje
- Osádka: 1 pilot
- Kapacita: 2 cestující
- Rozpětí: 12,00 m
- Délka: 7,50 m
- Výška: 2,45 m
- Nosná plocha: 17,15 m2
- Hmotnost prázdného letadla: 580 kg
- Vzletová hmotnost: 920 kg
- Plošné zatížení: 54 kg/m2
- Pohonná jednotka: pístový hvězdicový vzduchem chlazený devítiválcový motor Walter NZR-120
  - Výkon maximální, vzletový: 135 k (99,3 kW) při 1750 ot/min
  - Výkon normální, jmenovitý: 120 k (88,3 kW) při 1400 ot/min
- Vrtule: dvoulistá dřevěná vrtule s pevným nastavením

### Výkony
- Maximální rychlost: 203 km/h
- Cestovní rychlost: 160 km/h
- Přistávací rychlost: 76 km/h
- Praktický dostup: 5 300 m
- Dolet: 560 km
- Stoupavost: 192 m/min, na 1000 m za 5 min. 12 s.